# Харитонин, Виктор Владимирович
Ви́ктор Влади́мирович Харито́нин (род. 20 ноября 1972, Петропавловск Казахская ССР) — российский предприниматель, основной владелец холдинга «Фармстандарт».

## Биография
В 1994 году окончил Новосибирский государственный университет. В 1999 году основал Акционерное общество «Финансовая компания „Профит Хауз“». В 2003-м стал одним из создателей холдинга «Фармстандарт» — крупнейшего поставщика лекарств в Россию, в том числе по государственным контрактам.
Владеет «Мединвестгрупп», в которую входит сеть ядерной медицины «ПЭТ технолоджи», клиники «К+31» и Клиники Лядова, а также медицинские лаборатории Labquest. В 2020 году компания приобрела 27,7 % долю сети частных клиник «Европейский медицинский центр» (ЕМС).
Основным крупным доходом бизнеса Харитонина являются государственные бюджетные контракты по поставке в страну лекарств и по оказанию медицинской помощи населению через частные медицинские центры (в том числе «Европейский медицинский центр», созданный на месте принудительно закрытой в рамках правительственной оптимизации «Городской клинической больницы № 63» в Москве).
Входит в сотню самых богатых людей России согласно рейтингу журнала Forbes Russia.
В 2016 году Харитонин стал собственником 99 % акций гоночной трассы Нюрбургринг за 77 млн евро.
В 2021 году Харитонин стал совладельцем сети медицинских клиник «Лотос» в Челябинской области.
В 2021 году Харитонин стал крупнейшим производителем вакцины от коронавируса «Спутник V».
В 2024 году приобрёл Котласский химзавод, выпускающий лакокрасочные материалы, а также продукцию для нефтегазового сектора и дорожного строительства.
3 июня 2025 года внесён в санкционный список Канады лиц, которые по данным «Фонда борьбы с коррупцией», поддерживали нападение на Украину, либо извлекали выгоду от войны. Ранее Фонд борьбы с коррупцией внёс Харитонина в список коррупционеров и разжигателей войны отмечая что он «финансирует агрессивную войну России против Украины через компании, которые приносят значительный доход российскому правительству».

## Награды
- Орден Почёта (20 декабря 2024 года) — за вклад в развитие фармацевтической промышленности и активную благотворительную деятельность[12].
- Орден преподобного Серафима Саровского III степени Русской православной церкви (2017 год)[13].